# アレクサンドル・コルジャコフ
アレクサンドル・ワシリエヴィチ・コルジャコフ（ロシア語: Александр Васильевич Коржаков, ラテン文字表記の例：Aleksandr Vasil'evich Korzhakov, 1950年1月31日 - ）は、ロシアの政治家、チェキスト。
旧ソ連時代から長らくボリス・エリツィンの警護を担当し、ロシア連邦成立後も大統領警護局長として初代大統領に就任したエリツィンの警護を担当した。その長年にわたる忠誠心からエリツィンの信頼を得て政治的影響力を及ぼすようになったが、エリツィンの家族を中心とする側近グループ（セミヤー）と対立し、政権から放逐された。

## 経歴
1950年1月31日モスクワに生まれる。電気機械工場で金属工として勤務した後、1968年にソ連軍に召集され、独立クレムリン連隊に配属される。そのまま、1970年からソ連国家保安委員会（KGB）第9局（要人警護担当）に移る。1980年、全連邦通信制法科大学を卒業した。アフガニスタンでバブラク・カールマルの身辺警護を担当し、1983年～1984年にはユーリ・アンドロポフの身辺警護任務に就いた。
1985年末、モスクワ市共産党第一書記に就任したボリス・エリツィンの身辺警護員となる。1987年にエリツィンは保守派の攻撃で左遷され権力を失うが、コルジャコフはその後も変わりなく、エリツィンとの交友関係を続けた。1989年には、エリツィンに従ってKGBを退職し、ソ連共産党からも脱党して、エリツィンの警護を続けた。
1990年にエリツィンがロシア最高会議議長に選出されると、コルジャコフは最高会議議長保安課長に就任する。1991年8月のクーデターでは文字通り体を張ってエリツィンを守り通した。こうして、エリツィンから全幅の信頼を得たコルジャコフは、ロシア連邦警護総局（GUO）第一副総局長兼大統領保安局長となり、単なる身辺警護の責任者を超えて、権勢を振るうようになっていった。
1994年の第一次チェチェン紛争では、戦争推進を主張した。
1996年の大統領選挙では、エリツィンの再選が危ういことから選挙の延期を主張し、第一党のロシア連邦共産党が派遣したゲンナジー・ジュガーノフ候補の側近であるヴィクトル・ゾルカルツェフとの交渉に当たっていた。しかし、第1回投票直後の6月20日にミハイル・バルスコフ連邦保安庁（FSB）長官、オレグ・ソスコヴェツ第一副首相共々突然解任されて失脚した。大統領選の延期に反対したエリツィンの次女で大統領補佐官のタチアナ・ディアチェンコや選挙対策本部長のアナトリー・チュバイスとの対立があったとされる。
1997年2月トゥーラ州小選挙区の下院補欠選挙で当選する。同年8月、エリツィン政権の内部事情を暴露した回想録「ボリス・エリツィン、夜明けから日没まで」を出版する。1999年12月、下院議員に選出され、国防委員会委員長に選出される。
私生活では夫人との間に二女がいる。エリツィンの孫のグレブ・ディアチェンコ、ソスコヴェツの孫の名付け親でもある。
KGBではバレーボールを専門とした。その外、テニス、サッカー、ホッケー、ピンポンもする。趣味は、ビリヤードで、空手や射撃にも興味を持つ。
正教古儀式派ベロクリニツキー派の信徒であり、モスクワ州オレホヴォ＝ズエヴォ市モロコヴォ村にモロコヴォ生神女庇護聖堂を2002-2004年にかけて建設し、寄進した。
「個人的勇気に対する」勲章を受章。